# پلی‌دی‌اکتیل‌فلورن
پلی‌دی‌اکتیل‌فلورن (به انگلیسی: Polydioctylfluorene) با فرمول شیمیایی (C۲۹H۴۲)n یک ترکیب شیمیایی است. 